# 烈女坊 (罗源县)
烈女坊，是位于福建省福州市罗源县中房镇厚富村杨溪水尾的一个清代贞节牌坊，1986年入选第二批罗源县文物保护单位。
烈女坊建于乾隆五十四年（1754年），是清礼部为纪念因未婚夫去世而绝食至死的烈女李淑玉而立的牌坊，为花岗石建造，重檐4柱3门，高5.6米，宽5.4米，额匾青石刻“义烈可嘉”四字。旁侧约17米处建有节孝坊。